# Forbidden (группа)
Forbidden — трэш-метал-группа из города Сан-Франциско (США). Пик популярности группы пришелся на конец 80-х — начало 90-х годов.

## История
Основателями Forbidden (первоначально Forbidden Evil) были гитаристы Глен Элвелас (Glen Alvelais) и Робб Флинн (Robb Flynn), вокалист Расс Андерсон (Russ Anderson), басист Мэтт Камачо (Matt Camacho) и барабанщик Пол Бостаф (Paul Bostaph). Незадолго до начала записи дебютного альбома Робба Флинна сменил Крейг Лосикеро (Craig Locicero).
Сократив название своей группы до Forbidden, музыканты увековечили оригинальное имя на обложке первого альбома Forbidden Evil, который вышел в 1988 году под маркой компании Combat.
Позже двое участников Forbidden перебрались в Testament. Глен Элвелас ушёл в 1989 году, а его место занял Тим Кэлверт (Tim Calvert) из группы Militia. А после записи второй пластинки Twisted Into Form ушёл Пол Бостаф, впоследствии ставший участником Slayer. Новым ударником Forbidden стал Стив Джейкобс (Steve Jacobs).
Новый альбом под названием Distortion вышел в свет лишь в 1995 году. Он содержал версию песни King Crimson 21st Century Schizoid Man и отличался более мрачным настроем и утяжелёнными риффами. За это время группа провела два тура, в том числе и в Европе, где во второй раз приняла участие в фестивале Dynamo. Два года спустя Forbidden выпустили свой четвертый альбом Green, уходя всё дальше от классического трэша, вскоре после чего распались.
В 2001 году Forbidden возродились на время концерта Thrash of the Titans под изначальным именем Forbidden Evil.
В 2007 году группа собралась снова. За ударные сел Джин Хоглан (Gene Hoglan), игравший в Dark Angel, Death, Testament и Strapping Young Lad. Его сменил Марк Хернандес (Mark Hernandez) (Vio-lence, Heathen). Группа подготовила новый материал, который увидел свет на альбоме 2010 года.
В августе 2011 г. Марк Хернандес покинул группу по личным причинам. Его заменил Джин Хоглан (Gene Hoglan). В ноябре того же года группа объявила, что новым ударником будет Саша Хорн (Sasha Horn). Но в июле 2012 г. Камачо и Андерсон заявили, что покидают группу. Этот уход обозначил очередной распад.

## Состав

### Последний состав
- Расс Андерсон (англ. Russ Anderson) — вокал (1985-2013)
- Крэйг Лосикеро (англ. Craig Locicero) — гитара (1985-2013)
- Стив Смит (англ. Steve Smyth) — гитара (2001, 2009-2013)
- Мэтт Камачо (англ. Matt Camacho) — бас-гитара (1987-2013)
- Саша Хорн (англ. Sasha Horn) — ударные (2011-2013)

Бывшие участники
- Глен Элвелас (англ. Glen Alvelais) — гитара (1987-1989, 2007-2009)
- Тим Кэлверт[англ.] (англ. Tim Calvert) — гитара (1989-1997; умер в 2018)
- Пол Бостаф (англ. Paul Bostaph) — ударные (1987-1992)
- Стив Джейкобс (англ. Steve Jacobs) — ударные (1992-1997)
- Джин Хоглан (англ. Gene Hoglan) — ударные(2007-2009)
- Марк Хернандес (англ. Mark Hernandez) — ударные (2009-2011)

## Дискография
- Forbidden Evil (1988)
- Raw Evil (Live at the Dynamo) (1989)
- Twisted into Form (1990)
- Distortion (1994)
- Green (1997)
- Omega Wave (2010)